# Елвира Набиулина
Елвира Набиулина (рус. Эльвира Сахипзадовна Набиуллина; тат. Эльвира Сәхипзадә кызы Нәбиуллина / Elvira Säxipzadä qızı Näbiullina; Уфа, 29. октобар 1963) руски је економиста и политичар.
Тренутни је председник Централне банке Русије. Била је економски саветник председника Владимира Путина од маја 2012. до јуна 2013, након чега је била на функцији министра економског развоја од септембра 2007. до маја 2012. Магазин Forbes је Набиулинову 2019. навео  као 53. најмоћнију жену на свету. Она је по чину савезне државне цивилне службе Русије активни државни саветника 1. класе Руске Федерације.

## Биографија
Набиулина је рођена у Уфи, Башкирска АССР, 29. октобра 1963. у татарској породици. Њен отац је радио као возач, док је мајка била директор фабрике. Набиулина је дипломирала у средњој школи број 31 у Уфи, а затим на Економском факултету Московског државног универзитета 1986. У наредним годинама, изабрана је за учешће у студијском програму Yale World Fellows 2007.
Између 1991. и 1994. радила је у Савезу науке и индустрије СССР-а и истој институцији која је касније преименована у Руски савез индустријалаца и предузетника. Године 1994. прелази у Министарство за економски развој и трговину, где је до 1997. године напредовала до нивоа заменика министра; напустила је министарство 1998. Наредне две године провела је у Сбербанци као извршни директор, као и у невладином истраживачком центру бившег министра за економски развој и трговину Хермана Грефа, Центру за стратешки развој, пре него што се вратила у Министарство за економски развој и трговину као прва заменица министра 2000. У периоду од 2003. па до њеног именовања за министра у септембру 2007, председавала је Центром за стратешки развој, као и саветодавним комитетом који се припремао за руско председавање Г8 током 2006. године.
Председник Руске федерације Владимир Путин именовао је Набиулину на позицију министра економског развоја и трговине 24. септембра 2007. године. Рад са тадашњим замеником премијера и министром финансија Алексејем Кудрином описала је као „тежак али увек занимљив“ и остала је на функцији до 21. маја 2012. Током 2012. била је једна од шест високорангираних владиних чиновника који су пратили Путина у администрацију Кремља, након што је Путин добио трећи мандат председника Русије. Од маја 2012. до јуна 2013. била је помоћница председника Путина за економска питања.
Јуна 2013. године, Набиулина је именована за председника Централне банке Русије, чиме је постала друга жена после Татјане Парамонове на тој функцији, а уједно и прва Рускиња у Г8. Маја 2014. проглашена је за једну од најмоћнијих жена на свету од стране магазина Forbes, који је навео да је „добила тежак задатак да управља курсом рубље током руске војне операције у Украјини и анексије Крима и да омогући раст економије која покушава да се избегне рецесију“. У настојању да заустави опадање рубље, Централна банка Русије је, под њеним руководством, повећала каматне стопе, слободно кретала девизни курс и задржала ограничење инфлације, чиме је стабилизовала финансијски систем и подстакла стране инвеститоре самопоуздање. Магазин Euromoney прогласио ју је за гувернера Централне банке 2015. године.
Британски часопис The Banker изабрао ју је за „Банкара Централне банке године у Европи“ 2017.
Она је 28. фебруара 2022. одржала говор у којем је најавила низ економских мера током руске финансијске кризе 2022, изазване руском инвазијом на Украјину, укључујући могућност да ће каматна стопа Централне банке Русије порасти на 20%, да се берза затвори, и да ће бити уведена контрола капитала. У марту 2022. објављено је да је покушала да поднесе оставку, али јој је Путин наредио да остане на тој функцији. У септембру 2022, Министарство финансија Сједињених Америчких Држава санкционисало је Набиулину.

### Набилуин брош
У руским медијима постоји уверење да Елвира Нибилуина одабиром броша на јавним догађајима сигнализира стање привреде и планове регулатора. У марту 2021, када је први пут после три године објављено повећање стопе рефинансирања, појавила се са брошом који садржи мотив сокола.
Септембра 2021. је открила значење брошева, који представља њен начин комуникације, алтернативни језик који ће „тржишту дати прилику да се одрази“. У међувремену, према Набиулини, тачно значење било којег броша треба да остане мистериозно и са ретким изузецима углавном двосмислено.
У говору одржаном 28. фебруара 2022. најавила је мере за ублажавање руске финансијске кризе 2022. Том приликом је носила црну одећу и није носила брош. Члан Париског института политичких наука Сергеј Гуријев спекулише да то „не треба читати као да се она не слаже са Путиновом политиком, већ као знак да је време да се сахрани нормална монетарна политика“, додајући „сигуран сам да она није била део уског круга у којем се доносила одлуке о одласку у рат“.

### Санкције
Аустралија је 19. априла 2022. године увела санкције Набијулиновој, након руске инвазије на Украјину. Тридесетог септембра 2022. године, након руске анексије јужне и источне Украјине, Сједињене Америчке Државе су јој увеле санкције. Санкције су јој такође увели Нови Зеланд и Уједињено Краљевство.

## Лични живот
Крајем 1980-их, док је студирала на постдипломским студијама Московског државног универзитета, Набиулина се удала за универзитетског професора Јарослава Кузминова. Пар има сина Василија (1988).

## Дела
- Кузьминов Я. И., Набиуллина Э. С., Радаев В. В., Субботина Т. П. Отчуждение труда: история и современность — М.: Экономика, 1989. — 285 с.  5-282-00079-2
- Экономическая политика в условиях кризиса — анализ и перспективы // Экономическая политика. 2009. № 3. С. 73-85.